# Age of Empires III
Age of Empires III est un jeu vidéo de stratégie en temps réel développé par Ensemble Studios et publié par Microsoft Game Studios le 18 octobre 2005 en Amérique du Nord et le 4 novembre 2005 en Europe. Il est le troisième volet de la série Age of Empires qui fait suite à Age of Empires II: The Age of Kings publié en 1999. Le jeu se déroule pendant l'époque coloniale, entre 1492 et 1850, dans le nouveau monde. Le joueur y incarne le leader d'une des huit civilisations disponibles dans le jeu — les Français, les Espagnols, les Portugais, les Hollandais, les Allemands, les Russes, les Ottomans et les Britanniques — qu'il doit faire évoluer à travers cinq âges pour débloquer de nouvelles technologies et unités. Le jeu reprend les principaux éléments de gameplay de ses prédécesseurs qu'il transpose dans un univers en trois dimensions basé sur le moteur graphique d'Age of Mythology.
Le jeu bénéficie de deux extensions officielles développées par Big Huge Games : The War Chiefs et The Asian Dynasties qui sont respectivement publiées en octobre 2006 et en octobre 2007.
Le jeu a également été porté sur Macintosh par MacSoft Games en 2006 puis sur N-Gage et Windows Mobile par Glu Mobile en 2009.

## Trame
Age of Empires III se déroule durant l’époque coloniale de 1492 à 1850 dans le Nouveau Monde. La campagne suit l'histoire de la fictive famille des Blacks. Ces trois actes sont racontés par Amélia Black (Tasia Valenza).
Il se déroule en trois actes.
L'acte I, « Sang », narre l'aventure du chevalier Morgan Black, membre de l'Ordre de Saint-Jean de Jérusalem, dont les premiers épisodes se déroulent dans les terres maltaises (dans la période du Grand Siège de Malte). Il se bat contre les Ottomans commandé par un certain Sahin et découvre que ceux-ci recherchent le Lac de la Lune, où se situe la Fontaine de Jouvence. Ils apprennent également qu'une organisation puissante, le Cercle d'Ossus, cherche également à se l'approprier. Son supérieur Alain Magnan l'envoie à sa recherche dans le Nouveau Monde. Forcé de faire escale dans les Caraïbes à cause des attaques pirates, Morgan est contraint de s'allier à la pirate Elisabet Ramsey, dite Lizzie. Il inflige une autre défaite aux Ottomans. Décidant alors de s'allier aux Aztèques, Morgan doit aussi faire face aux armées espagnoles. C'est dans le village aztèque qu'il découvre une carte gigantesque indiquant que le Lac de la Lune est en Floride ; Morgan ordonne d'en informer Alain Magnan. Mais alors que Morgan et ses hommes mettent le cap sur la Floride, un ouragan dévaste la flotte et, forcé de mettre son navire amiral en cale sèche à La Havane, où il retrouve Lizzie, Morgan remédie à ce contretemps en se faisant un nom dans l'île à force d'exploits, ce qui persuade la pirate de l'emmener, lui ainsi que ses hommes, en Floride. Là, désormais alliés, Morgan et Lizzie luttent contre les Espagnols menés par le conquistador Delgado, lequel a fait prisonnier Sahin. Après s'être débarrassés de la menace espagnole, les hommes de Morgan capturent Sahin, qui leur apprend contre toute attente qu'Alain les a de fait précédés et manipulés et qu'il est à la tête du Cercle d'Ossus. S'ensuit l'un des épisodes les plus longs de la campagne, visant la destruction de la Fontaine par le héros aidé de Lizzie et Sahin, pour déjouer les plans d'Alain Magnan, aidé de la Garde des Reliques.
L'acte II, « Glace », met en scène John Black, le petit-fils de Morgan, et de son ami mohawk Kanyenke. L'histoire se déroule dans la seconde moitié du XVIIIe siècle, durant l’installation des alliances économiques des puissances allemande et française aux États-Unis. Les Cherokees aidés par le gouverneur Warwick attaquent la colonie tenue par l'oncle de John, Stuart Black. John et Kanyenke repoussent les Amérindiens, mais les troupes britanniques attaquent la colonie pour capturer Stuart ; John et ses hommes organisent la résistance pour reprendre le contrôle de la base. Warwick cherche à faire en sorte que Stuart lui révèle l'emplacement de la Fontaine de Jouvence. Le Cercle d'Ossus semble être de retour ; John et Kanyenke, inquiets, rejoignent le village de ce dernier à temps pour sauver sa sœur, Nonahkee, dont John est par ailleurs amoureux. Ils continuent la traque de Warwick, allant jusqu'à s'allier aux Français contre les Britanniques lors des combats de la guerre de Sept Ans. Une fois vaincus, les Britanniques (menés par le colonel Washington), qui recherchent également Warwick pour le punir d'avoir « attaqué les Indigènes sans l'autorisation de la Couronne », secondent l'effort militaire des mercenaires menés par John Black. Ceux-ci, renforcés par cette aide, détruisent de nombreuses installations du Cercle d'Ossus, et finissent par découvrir l'alliance de ce dernier avec les Russes pour prendre le contrôle du Nouveau Monde. Avec l'aide de mineurs, Kanyenke parvient à bloquer les voies que les Russes pouvaient emprunter, les forçant ainsi à passer par un col déterminé : Black pourra détruire la puissante artillerie russe dans les montagnes au nord du continent.
L'acte III, « Acier », débutant aux États-Unis d'Amérique en 1817, met en scène Amelia Black, propriétaire de la compagnie ferroviaire Falcon Company, qui avait été financée par le fils de John Black et Nonahkee, Nataniel, devenu riche durant la Guerre d'indépendance des États-Unis. Après avoir défait, avec l'aide des hommes du major Cooper, une compagnie rivale, elle fait la connaissance d'un prospecteur français Pierre Beaumont. Ce dernier participe à la résistance armée des Américains afin de vaincre l'armée mexicaine. Alors qu'il a convaincu l'héroïne de le suivre dans les montagnes jusqu'à une mine d'or qu'il possède, Beaumont est démasqué par Kanyenke, grand-oncle d'Amelia : il s'agit en fait du nouveau commandant du Cercle d'Ossus. Beaumont s'enfonce dans une grotte grouillant d'hommes de la Garde des Reliques où est cachée la carte pour se rendre au Lac de la Lune. Amelia, Cooper et leurs troupes s'y rendent en vue d'arrêter le malfrat. Or il se trouve que lac est asséché et que le cercle est déjà en train de récupérer les trésors des bateaux espagnols présents dans l'acte I. Beaumont est défait mais parvient à tuer Cooper. Amelia apprend que des tonneaux d'eau de jouvence, à l'époque de Morgan Black, ont été emportés par les Séminoles jusqu'à une cité inca dans la vallée de Pacasmayo. Elle part immédiatement pour l’Amérique du Sud, où elle et ses hommes aident Simón Bolívar à défaire les Espagnols. Des hommes de Bolivar les guident à travers les Andes, et une fois parvenues dans la vallée les troupes américaines doivent détruire le fort du Cercle et chasser leurs auxiliaires russes. Beaumont s'enfuit néanmoins en emportant de l'eau de la Fontaine dans le sanctuaire du Cercle, à Cuba. Beaumont est finalement tué, et l'ossuaire est entièrement rasé, grâce à l'aide des habitants de La Havane et de la flotte américaine, marquant la fin du Cercle d'Ossus.

## Système de jeu
Age of Empires III fonctionne sur le même principe de jeu que ses deux prédécesseurs ; le changement résidant dans le fait que dans Age of Empires et Age of Empires II: The Age of Kings le joueur dirige une civilisation, alors que dans Age of Empires III c'est une colonie. Durant la partie, le joueur peut donc faire appel à sa métropole pour l'aider ; celle-ci fait parvenir à la colonie des vivres ou des troupes.
De plus le joueur a à sa disposition un Explorateur, unité unique qui s'avère très utile car elle ne meurt pas : elle tombe à terre et peut être réanimée par une unité alliée. L'Explorateur représente un grand atout en début de partie pour découvrir la carte.
En début de partie la colonie est petite (seulement un centre-ville) et peuplée de quelques colons. Le but du jeu consiste à développer cette colonie pour la rendre puissante, afin de dominer le Nouveau Monde.
Pour cela le joueur doit construire des habitations pour loger ses troupes ; des casemates (ou des casernes) pour former une infanterie ; des fonderies d'artillerie pour forger des canons, des écuries pour recruter des cavaliers, etc.
Le joueur peut choisir de suivre une campagne, et doit alors effectuer des missions précises pour gagner et passer à la suite. Le joueur peut aussi effectuer des parties contre l'intelligence artificielle : l'objectif est alors de détruire la colonie ennemie.

### Sélection d'une civilisation
Le jeu permet de diriger huit civilisations : les Britanniques, les Espagnols, les Français, les Portugais, les Hollandais, les Russes, les Allemands, les Ottomans. Chaque civilisation a son point fort et ses unités uniques. Par exemple, les Britanniques ont une unité militaire spéciale, la roquette, que les autres civilisations ne possèdent pas.
- Espagnols - (Espagne, Reine Isabelle Ire de Castille) Les Espagnols reçoivent plus rapidement les chargements provenant de métropole, leurs gains d'expérience étant supérieurs en début de partie aux autres civilisations. Leur explorateur a, en outre, la capacité d'entraîner des chiens de guerre dès le premier âge, avant même que les casernes, nécessaires à la création d'une armée, ne soient disponibles (à l'âge colonial). Leurs unités spécifiques (communes à aucune autre civilisation) sont le rodelero, type de fantassin au corps à corps rapides, le missionnaire et le lancier, unité de cavalerie armée d'une lance. Leurs meilleures unités sont l'espada rodelero, le lancier garrochista et le piquier tercio. L'Espagne est d'ailleurs la seule civilisation à pouvoir améliorer ses piquiers (infanterie anti-cavalerie) en dépassant le statut de vétéran pour ces derniers.
- Britanniques - (Grande-Bretagne, Reine Élisabeth Ire d'Angleterre) La principale particularité des Britanniques est leur capacité à bâtir des manoirs, maisons plus coûteuses qui, lorsqu'elles sont finies, « créent » automatiquement un colon supplémentaire. Leurs unités uniques sont l'archer anglais, fantassin léger de tir à distance, et la roquette, unité d'artillerie qui se substitue dans les usines britanniques aux habituels canons lourds des autres civilisations. Leurs meilleures unités sont le mousquetaire redcoat et le hussard de la garde impériale. Les Britanniques se focalisent habituellement plus sur l'économie de leur colonie que sur le militaire, mais, une fois leur production de ressources assurée et efficace, ils peuvent se montrer redoutables sur ce dernier point, avec un entraînement continuel d'unités de guerre.
- Français - (France, Napoléon Ier) Les Français entraînent, comme colons, des coureurs des bois, villageois plus résistants, plus puissants au combat et plus efficaces économiquement, avec une vitesse de ramassage des ressources plus élevée que celle des travailleurs des autres civilisations. Pouvant même éventuellement servir comme unités d'infanterie, la contrepartie à leur avantage est un plus fort coût en nourriture et un temps de production plus long. La France possède, en outre, un plus grand nombre de cartes d'améliorations ou d'unités concernant leurs alliés amérindiens, étant ainsi la civilisation la mieux à même de nouer de solides relations économiques et militaires avec les tribus indigènes. De plus, elle a accès à la meilleure cavalerie du jeu, pouvant entraîner des cuirassiers, unités lourdes avec une forte résistance et une puissante attaque de mêlée au corps à corps. Les cuirassiers gendarmes et les voltigeurs (bellicistes) sont par ailleurs ses meilleures unités.
- Portugais - (Portugal, Henri le Navigateur) Les Portugais reçoivent un chariot bâché gratuit à chaque passage d'âge, ce qui leur permet d'avoir un nombre de centres-villes plus élevé que les autres ainsi qu'une production de colons très rapide en début de partie. Ayant accès à plusieurs améliorations facilitant grandement l'exploration de la carte, ils peuvent avoir plusieurs explorateurs ainsi que l'option « longue-vue », qui permet de dévoiler des zones entières de brouillard de guerre et qui offre ainsi l'attrayante possibilité d'espionner brièvement tout ou partie de la colonie de l'adversaire. En plus d'une infanterie équilibrée, ils peuvent posséder (quand bien sûr la carte s'y prête) une puissante marine de guerre. Leurs uniques unités sont le caçador, fantassin léger de tir à distance qui se substitue dans les casernes portugaises aux bellicistes, et la rampe multicanon (ou ribaudequin), unité d'artillerie aux effets semblables aux mitrailleuses Gatling des extensions d'Age of Empires III. Leurs meilleures unités sont le mousquetaire guerreiro et le dragon (cavalerie de tir à distance) jinete (en outre meilleur dragon du jeu).
- Hollandais - (Provinces-Unies, Maurice de Nassau) Les Hollandais ont comme principal avantage la capacité de construire des banques en nombre limité, bâtiments uniques à leur civilisation, qui produisent des pièces automatiquement et en continu. Autre particularité allant de pair avec ce bonus : les colons hollandais coûtent, non de la nourriture comme d'usage, mais des pièces. Le joueur hollandais aura donc, le plus souvent, une production de pièces beaucoup plus avancée, élevée et efficace que les autres, ce qui a toutes les chances, en milieu de partie, de le rendre redoutable économiquement et militairement (les meilleures unités militaires et les améliorations de celles-ci nécessitant beaucoup d'argent). Leurs unités uniques sont l'émissaire, secondant l'explorateur, le ruyter, unité de cavalerie efficace contre la cavalerie de mêlée, et le fluyt, navire de guerre qui offre un plus à la marine. Leurs meilleures unités sont le ruyter carabinier et le hallebardier de Nassau.
- Russes - (Russie, Ivan le Terrible) Les Russes entraînent les colons et l'infanterie par groupe pouvant aller de trois à dix unités (trois pour les colons, quatre pour les hallebardiers vétérans, cinq pour les mousquetaires, dix pour les strelets). En outre, ils entraînent leur infanterie dans des bâtiments uniques, les casemates, combinant caserne et avant-poste. Pouvant très rapidement disposer d'une armée massive, obtenue ainsi du fait du bas prix de leurs unités et de leur création en nombre sur un temps d'entraînement rapide, ils privilégient la quantité à la qualité, même si, dans les âges plus avancés, les améliorations rendent celle-ci plus visible. À l'âge industriel, leurs mousquetaires peuvent également construire un fort supplémentaire. Très portés sur le militaire, les Russes ont néanmoins l'indéniable avantage économique d'avoir rapidement un nombre très élevé de colons au coût unitaire moins élevé que pour les autres civilisations: 3 colons pour 270 de nourriture, soit seulement 90 de nourriture pour chaque colon au lieu des 100 habituels. Leurs uniques unités sont le strelet, infanterie légère surtout efficace comme première défense en début de partie mais de peu de qualité une fois celle-ci bien avancée, le cosaque, cavalerie légère utile contre la cavalerie lourde, et l'oprichnik, autre unité de cavalerie redoutable contre l'infanterie et les colons ennemis. Leurs meilleures unités sont le grenadier pavlov et l'archer de cavalerie tatar.
- Allemands - (Prusse, Frédéric II le Grand) Les Allemands, qui représentent dans le jeu essentiellement la Prusse du XVIIIe siècle, débutent la partie avec trois chariots de colon, unités de ramasseurs uniques et plus productives que les colons normaux. Autre particularité, à partir de l'âge colonial, chaque chargement de métropole est accompagné de uhlans supplémentaires, unités de cavalerie légère redoutables contre l'infanterie et les colons adverses. L'Allemagne peut également disposer de mercenaires, essentiellement des lansquenets, dès le second âge, ainsi que d'une infanterie lourde particulièrement efficace contre les bâtiments et les fantassins (doppelsöldners). Cependant, c'est la seule civilisation européenne à ne pas pouvoir entraîner de l'infanterie de tir à distance dotée d'armes à feu (mousquetaires, bellicistes ou janissaires) avant le troisième âge. Ses uniques unités sont le chariot de colons, le uhlan, le chariot de guerre (cavalerie à distance) et le doppelsöldner. Ses meilleurs unités sont le fusilier à aiguille (belliciste) et le uhlan czapka.
- Ottomans - (Empire ottoman, Soliman le Magnifique) Les colons ottomans sont produits en continu, automatiquement et gratuitement (mais lentement) par le centre-ville, offrant au joueur ottoman un bonus économique non négligeable. Lorsque débloquées, les améliorations de la mosquée permettent de repousser en permanence les plafonds régulièrement fixé à cette production. L'infanterie ottomane, peu diversifiée, se limite aux janissaires, comparables à des mousquetaires améliorés. Ce manque de fantassins est compensé par la capacité d'entrainer de l'artillerie légère (par ailleurs plus développée) dès le second âge (grenadiers et canons abus), et par une cavalerie performante traduite au niveau de la présence de spahis, d'archers de cavalerie et de hussards puissants. Enfin, les grandes bombardes, unités d'artillerie les plus puissantes du jeu, se substituent en métropole et dans les usines ottomanes aux canons lourds. Leurs uniques unités sont le canon abus, le janissaire, la grande bombarde, le spahi, la galère (caravelle ottomane) et l'imam. Leurs meilleurs unités sont le hussard timariote et le grenadier baratçu.

### Le territoire
Le joueur peut être amené à combattre sur plusieurs types de territoires, lesquels sont :
- les montagnes Rocheuses ;
- le désert du Texas ;
- les Grandes Plaines ;
- les Grands Lacs (gelés ou non) ;
- la Nouvelle-Angleterre ;
- les îles Caraïbes ;
- les marais (bayous) de Louisiane ;
- la forêt des Andes ;
- la péninsule du Yucatán ;
- le Yukon ;
- le Saguenay ;
- la Patagonie ;
- et d'autres encore.

Chaque carte possède des quantités de ressources et des paysages propres, que le joueur devra faire tourner à son avantage.
Le joueur a le choix de s'allier aux Indigènes locaux qui viendront l'assister au combat, et lui offrir des améliorations technologiques uniques.
Les cartes sont parsemées de trésors défendus par des gardiens (animaux sauvages, pirates, bandits, Indigènes) qu’il faut tuer pour pouvoir récupérer le butin. Les trésors apportent des ressources, de l’expérience, des unités, ou améliorent l’explorateur. On peut aussi trouver des trésors en mer dans les expansions.

### Les différents âges
Le jeu, comme ses prédécesseurs, est découpé en plusieurs âges, donnant accès principalement à un arbre technologique différent. Chaque âge vous permettra de choisir entre différents politiciens qui vous fourniront des unités et/ou des cageots de ressources. Passer à un âge suivant a un prix plus ou moins élevé en ressources :
- âge des découvertes ;
- âge colonial ;
- âge des forteresses ;
- âge industriel ;
- âge impérial ;
- âge de la Révolution (extension du jeu).

### Modes de jeu
La campagne se compose de trois actes, présentés ci-dessus dans la section « Trame ».
Age of Empires III dispose d’un serveur online (Ensemble Studios Online 2) qui permet au joueur d’en affronter d’autres en temps réel, et de discuter avec eux. Le joueur a la possibilité de choisir son pseudonyme et son avatar, et possède une fiche de statistiques qui permet de voir le nombre de points, en fonction du nombre de parties jouées et gagnées ou non. Des mises à jour gratuites sont souvent disponibles. La mise à jour a tendance à améliorer l’interface de ESO et à corriger certains bugs. Il est à noter que la version PC n'est pas compatible avec la version MAC.

## Développement
Le jeu reprend le concept des précédents tout en apportant de nettes améliorations au niveau graphique. Le rendu de l’eau a par exemple été mis en place au bout d’un an d’études. Le jeu incorpore un moteur physique de la société Havok. L’intelligence artificielle est réactive, le changement le plus remarqué est surtout le passage en trois dimensions.

## Versions et extensions

### Version de démonstration
Une version de demonstration du jeu est publiée par Microsoft Game Studios le 18 octobre 2005. Celle-ci permet au joueur d'incarner les Britanniques ou les Espagnols sur deux cartes - la Nouvelle-Angleterre et le Texas - et de jouer deux des scénarios de la campagne du jeu,.

### Versions PC
Age of Empires III est publié par Microsoft Game Studios le 18 octobre 2005 en Amérique du Nord et le 4 novembre 2005 en Europe,. En même temps que la version standard, Microsoft publie également une version collector du jeu baptisée Age of Empires Collector's Edition. Celle-ci inclut notamment un livre d'artwork de 210 pages intitulé The Art of Empires, une DVD du making of du jeu, la bande originale du jeu, un poster, un guide de jeu et une édition spéciale du manuel de jeu.
Le 23 octobre 2007, Microsoft publie Age of Empires III Gold Edition qui regroupe le jeu original et sa première extension The War Chiefs
.
En octobre 2020, Xbox Game Studios publie le remaster Age of Empires III: Definitive Edition.

### Version Macintosh
Le 24 novembre 2006, MacSoft Games publie une version Macintosh du jeu.

### Version mobile
Age of Empires III a également été publié par Glu Mobile sur la N-Gage de Nokia le 28 avril 2009 et sur Windows Mobile le 30 avril 2009.

### Extensions
Age of Empires III bénéficie de deux extensions officielles développées par Big Huge Games et publiées par Microsoft. La première intitulée The War Chiefs est publiée le 17 octobre 2006 aux États-Unis. Celle-ci introduit de nouvelles cartes, une nouvelle campagne ainsi que trois nouvelles civilisations - la Confédération Iroquoise, les Aztèques et les Sioux - pouvant choisir entre différents bonus lors de leur passage à un âge supérieur. Le jeu introduit également un nouvel âge pour les civilisations européennes, l'âge de la Révolution, dans lequel l’économie est abandonnée mais qui donne accès à des unités puissantes depuis une nouvelle métropole (indépendance en quelque sorte),.
La seconde extension, baptisée The Asian Dynasties, est publiée le 23 octobre 2007 aux États-Unis. Celle-ci introduit également de nouvelles cartes, une nouvelle campagne et trois nouvelles civilisations - la Chine, le Japon et l’Inde - devant construire une merveille pour passer à un âge supérieur, ces merveilles leurs faisant bénéficier d'un bonus qui leur est propre,.

## Accueil
| Age of Empires III    |      |        |
| Média                 | Pays | Notes  |
| 1UP.com               | US   | B-     |
| Canard PC             | FR   | 60 %   |
| Computer Gaming World | US   | 3/5    |
| Gamekult              | FR   | 70 %   |
| GameSpot              | US   | 82 %   |
| IGN                   | US   | 88 %   |
| Jeuxvideo.com         | FR   | 80 %   |
| Joystick              | FR   | 7/10   |
| Compilations de notes |      |        |
| Metacritic            | US   | 81 %   |
| GameRankings          | US   | 82,4 % |

Bruce Shelley, qui supervisa les trois titres de la série, déclara par la suite qu'Age of Empires III était trop différent des deux premiers opus et que lorsque lui et son équipe s'en étaient rendu compte ils avaient tenté d'en changer le nom.